# Mongol nyelvek
A mongol nyelvek a feltételezett altaji nyelvcsalád külön ága. Az ide tartozó nyelvek szerkezetükben és szókincsükben hasonlóak, a kölcsönös megértés bizonyos fokig fennáll beszélőik között. Összesen 6-7 millióan beszélik e nyelveket.
Hivatalos nyelvként használják e nyelvek valamelyikét a következő helyeken: 
- Mongóliában
- Kína Belső-Mongólia Autonóm Terület tartományában
- Oroszország Burjátföld és Kalmükföld tagköztársaságaiban

## Felosztás
Nyugati csoport
- kalmük
- mogol

Keleti csoport
- burját
- daghur (dahúr)
- kitaj (kihalt) - egyes kutatók szerint ez volt az ómongol, a klasszikus (írott) mongol[1]
- mongol - ennek halha dialektusa Mongólia hivatalos nyelve
- monguor
- ojrát
- tung-hsziang
- urdus (ordos)

## Fő nyelvek
| Nyelv                         | Beszélők száma | Országok, ahol elterjedt                                                             |
| ----------------------------- | -------------- | ------------------------------------------------------------------------------------ |
| Mongol                        | 5-6 millió     | Mongólia (ebből 2,5-3 millió halha-dialektus), Kína (Belső-Mongólia Autonóm Terület) |
| Burját                        | 450.000        | Oroszország, Mongólia, Kína                                                          |
| Ojrát                         | 350.000        | Mongólia, Kína                                                                       |
| Santa (Dongxiang)             | 250.000        | Kína                                                                                 |
| Kalmük (Kalmyk)               | 180.000        | Oroszország                                                                          |
| Monguor (Mangghuer)           | 150.000        | Kína                                                                                 |
| Dahúr (Daghur, Daur, Daguris) | 100.000        | Kína                                                                                 |
| Ordos (Urdus)                 | 100.000        | Kína                                                                                 |
| Mogol (Mogholi)               | 200            | Afganisztán                                                                          |

## Beszéd
A mongol nyelvek jellegzetesen ragasztó típusúak a tő végéhez járuló toldalékolással, de névutók nem fordulnak elő. A hangrend és a magánhangzó-illeszkedés jellemző vonása e nyelveknek. A hangsúly az első szótagra esik, de a nem hangsúlyos magánhangzók gyakorta mormoltak (igen rövidek és a száj középső részében képződnek).

## Írás
A mongol nyelvek régi irodalmi hagyományt mutatnak fel, a mai mongol nyelvek közül a Belső-Mongóliában beszélt nyelvek nem írott nyelvek, a mongolok napjainkban vagy cirill írást használnak, vagy pedig szogd eredetű módosított ujgur írással írnak. A történelem során még néhány más írásrendszer volt használatban.

## Fordítás
- Ez a szócikk részben vagy egészben  a   Mongolische Sprachen című német Wikipédia-szócikk fordításán alapul.  Az eredeti cikk szerkesztőit annak laptörténete sorolja fel. Ez a jelzés csupán a megfogalmazás eredetét és a szerzői jogokat jelzi, nem szolgál a cikkben szereplő információk forrásmegjelöléseként.
- Ez a szócikk részben vagy egészben  a   Mongolian languages című angol Wikipédia-szócikk fordításán alapul.  Az eredeti cikk szerkesztőit annak laptörténete sorolja fel. Ez a jelzés csupán a megfogalmazás eredetét és a szerzői jogokat jelzi, nem szolgál a cikkben szereplő információk forrásmegjelöléseként.